# Śnieć karłowa pszenicy

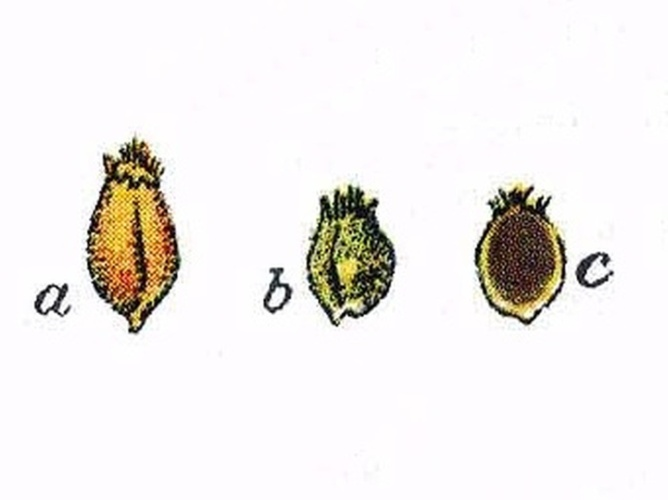
Zairniaki pszenicy. a – zdrowy, b,c – chore

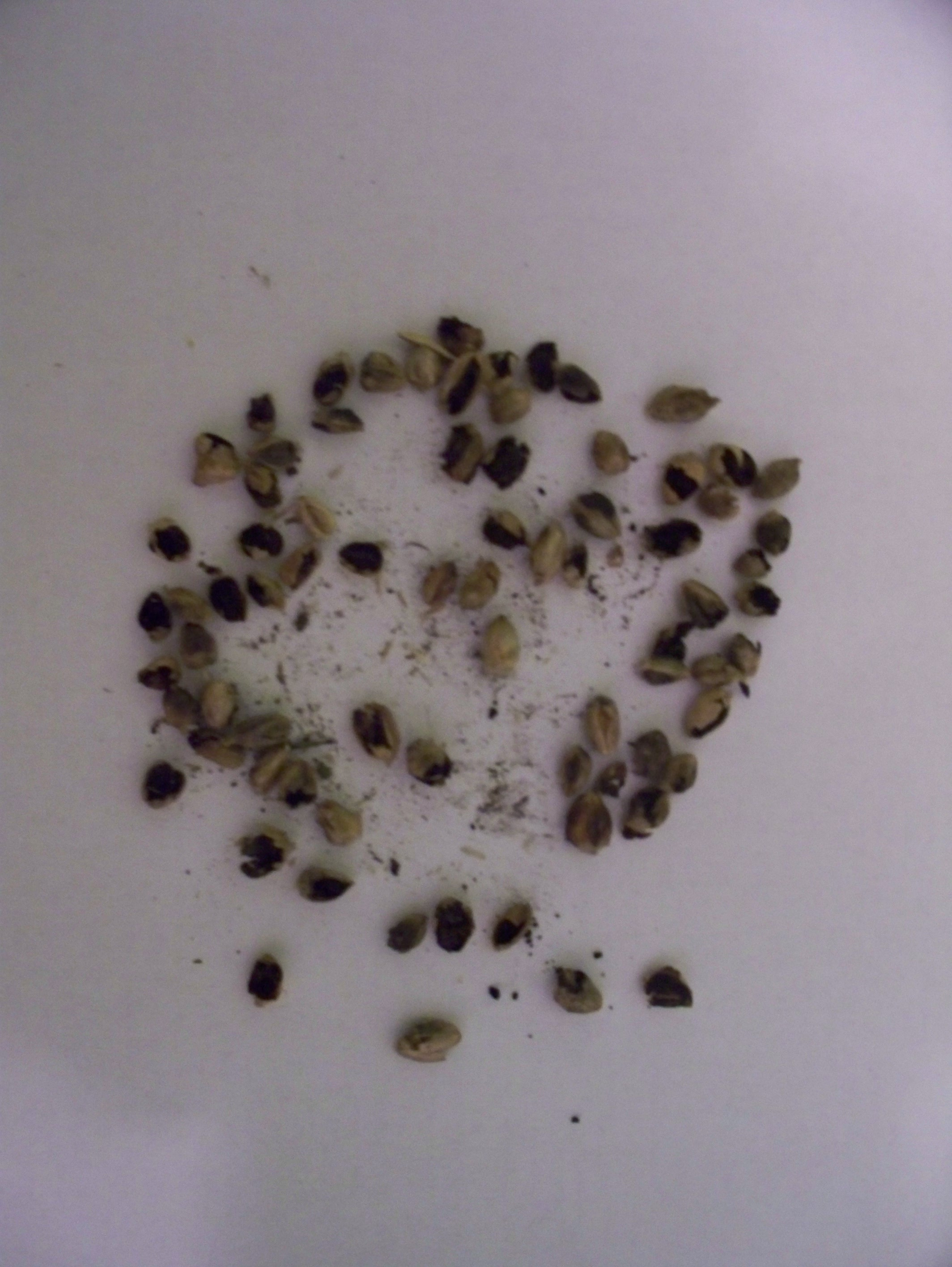
Porażone ziarniaki

Śnieć karłowa pszenicy (ang. dwarf bunt of wheat) – grzybowa choroba niektórych zbóż wywoływana przez należący do podstawczaków patogen Tilletia controversa. Jest to choroba z grupy śnieci.

## Występowanie i szkodliwość
Śnieć karłowa występuje na pszenicy (Triticum), życie (Secale) i na niektórych trawach. Często powoduje niewielką tylko obniżkę plonów ziarna, ale jest bardzo trudna do zwalczania i z tego powodu wywołujący ją gatunek Tilletia controversa w Polsce jest na liście organizmów kwarantannowych podlegających obowiązkowemu zwalczaniu. Przepisy kwarantannowe zabraniają możliwości sprzedaży zboża z gospodarstwa, na polach którego choroba ta wystąpiła.

## Objawy
Źdźbła porażonych roślin są o 50–70% krótsze niż u zdrowych roślin i od tego pochodzi nazwa choroby. Kłosy i ziarniaki porażonych roślin są podobne jak przy porażeniu śniecią cuchnącą pszenicy. Ich zewnętrzna łupina nasienna jest zdrowa, natomiast w środku wypełnione są brunatnoczarną masą zarodników grzyba (teliospor). Krzewią się lepiej, niż w wypadku śnieci cuchnącej.

## Epidemiologia
Okrywa nasienna porażonych ziarniaków jest bardzo delikatna i podczas zbiórki zboża zazwyczaj pęka uwalniając teliospory, nawet przy tradycyjnym zbiorze. Teliospory dostają się na powierzchnię gleby i powierzchnię zdrowych ziarniaków. Wraz z nimi mogą być transportowane na duże odległości.
W glebie, w zależności od jej rodzaju i od pogody, teliospory mogą przetrwać 5–10 lat. Źródłem infekcji stają się te teliospory patogenu, które znalazły się na powierzchni ziemi, do ich kiełkowania bowiem niezbędne jest światło. Kiełkujące teliospory tworzą podstawki ze sporydiami. Ich kiełkowaniu najbardziej sprzyja temperatura 2–5 °C. Taka tempratura np. utrzymuje się pod okrywą śnieżną na niezamarzniętej ziemi. Ze sporydiów wyrasta grzybnia infekujące młode siewki zbóż. Kiełkowanie teliospor trwa dość długo (około 3-5 tygodni). Natężenie choroby zależy od inokulum (liczby teliospor patogenu na jednostce powierzchni ziemi), oraz od temperatury otoczenia w tym okresie.

## Ochrona
Najważniejsze jest przestrzeganie przepisów kwarantannowych, które uniemożliwiają rozprzestrzenianie się choroby na inne rejony. Dużą rolę odgrywa uprawa odmian odpornych, lub przynajmniej mniej podatnych na tę chorobę. Zaprawianie nasion tylko w niewielkim stopniu zmniejsza nasilenie choroby. W przypadku pojawienia się choroby należy zrezygnować z uprawy na tym polu pszenicy i żyta co najmniej przez 5 lat.